# 大堀こういち
大堀 こういち（おおほり こういち、1963年4月5日 - ）は宮城県仙台市出身の俳優・歌手。血液型はA型。東北電子計算機専門学校卒業。本名は大堀浩一。音楽活動時の名義は、フォークシンガー小象。

## 略歴・人物
1985年、劇団健康（現・ナイロン100℃）旗揚げに参加、1992年脱退。
デビュー以来、舞台を中心にだったが、テレビ、映画にも活動の場を広げている。自身では、映像ユニットハナクソンズ、ナナ色など映像制作をする。
2000年頃から、フォークシンガー小象（しょうぞう）というキャラクターでの芸能、音楽活動も展開しており、2009年にはアルバム『小象のひとりぼっちの四畳半コンサート第１集 小鳥』がインディーズでリリースされ、2018年にはメジャーであるビクターから配信限定のミニアルバム『フォークシンガー小象の世界』がリリースされた。

## 出演

### 舞台
- 劇団健康の全ての作品（1985年 - 1992年）
- セルフプロデュース「デメタンソロプラスライブ」（1993年）
- 遊園地再生事業団公演「箱庭とピクニック計画」（1993年）
- ナイロン100℃公演「スラップスティック」（1993年）
- シティボーイズライブ「ゴム脳市場」（1994年）
- セルフプロデュース「デメタンソロライブ」（1994年）
- セルフプロデュース「デメソロランダムライブ」（1995年）
- シティボーイズライブ「三鷹のシティボーイズ」（1996年）
- ナイロン100℃公演「アリスインアンダーグラウンド」（1996年）
- 遊園地再生事業団公演「スチャダラ2010」（1996年）
- グループ魂（大人計画）公演「書斎のシド・ビシャス」（1997年）
- グループ魂（大人計画）公演「1014」（1998年）
- ウーマンリブ（大人計画）公演「ウーマンリブ発射」（1999年）
- ナイロン100℃公演「テクノベイビー」（1999年）
- グループ魂（大人計画）「MACH731」（2000年）
- セルフプロデュース「O.Nアベックホームラン」（2000年）
- ハイレグジーザスプロデュース「五臓六腑にしみわたるのさ」（2001年）
- RUPプロデュース「青木さんちの奥さん」（2002年）
- 男子はだまってなさいよ！公演「男子はだまってなさいよ！」（2002年）
- ホリプロ＋ナイロン100℃プロデュース「ドントトラストオーバー30」（2003年）
- きたろうプロデュース「メロンメロン／ファーストギフト」（2003年）
- RUPプロデュース「ロミオとジュリエット」（2004年）
- 劇団たいしゅう小説家「人生最良みたいな〜!日? 〜葬儀と結婚式が同じ日に?!〜」（2007年）
- ケータイ刑事 銭形海 「BS初！ついに舞台だ！〜超豪華！演劇者殺人事件」（2007年）
- ケータイ刑事 銭形海 「歌だ!祭だ!芸術だ!〜ケータイ刑事文化祭inゴルゴダの森」（2007年）
- ケータイ刑事 銭形海 「遂に公開！後悔？死の航海〜キングアンドリウII世号殺人事件」（2008年）
- ケータイ刑事 銭形命 「歌だ!祭りだ!〜BS・TBSサマーパーティーin赤坂BLITZ!ファン感謝祭歌謡祭〜」（2009年）
- 男子はだまってなさいよ！公演「男子はだまってなさいョ！全員集合！」（2009年）
- 新春戦国鍋祭 〜あんまり近づきすぎると斬られちゃうよ〜（2011年） - 語り部 役、他
- スペーストラベラーズ side;Winter（2012年）
- 歳末明治座 る・フェア 年末だよ！みんな集合！！（2013年） - 徳川家康 役
- 學蘭歌劇 『帝一の國』（2014年4月18日 - 5月6日、パルコ劇場） - 赤場譲介 役
- AD‐LIVE 2016 鈴村健一×寺島拓篤 昼公演（2016年9月10日）
- ちびまる子ちゃん THE STAGE『はいすくーるでいず』（2022年12月15日 - 25日、天王洲 銀河劇場） - 金井先生 役[3]
- 『GOOD』-善き人-（2024年4月6日 - 21日、世田谷パブリックシアター / 4月27日・28日、兵庫県立芸術文化センター 阪急中ホール）[4]
- KAAT×新ロイヤル大衆舎 vol.2『花と龍』（2025年2月8日 - 22日、KAAT神奈川芸術劇場）[5]
- 歌喜劇 / 〜蘇る市場三郎 冥土の恋〜（2025年6月30日 - 7月27日、東京グローブ座 / 8月1日 - 10日、京都劇場）[6]
- 宝石のエメラルド座『ライバルは自分自身ANNEX』（2025年8月22日 - 31日〈予定〉、下北沢ザ・スズナリ）[7]
- 大逆転！戦国武将誉賑（2025年9月20日 - 10月19日〈予定〉、明治座 / 11月8日 - 24日〈予定〉、大阪新歌舞伎座） - 次郎兵衛 役[8][9]

### 映画
- シコふんじゃった。
- ケータイ刑事 THE MOVIE2 石川五右衛門一族の陰謀〜決闘!ゴルゴダの森（2007年3月10日公開） - 柴田束志 役
- 悪夢のエレベーター（2009年10月10日公開） - マンションの管理人 役
- ケータイ刑事 THE MOVIE3 モーニング娘。救出大作戦!〜パンドラの箱の秘密（2011年2月5日公開）
- 富江 アンリミテッド（2011年5月14日公開） - 飯塚政史 役
- ライク・サムワン・イン・ラブ（2012年） - タクシー運転手 役
- 夢売るふたり（2012年） - 中野健一 役
- ゾンビデオ（2012年12月29日公開、監督：村上賢司）
- KABUKI DROP（2016年）[10]
- クソ野郎と美しき世界（2018年） - フォークシンガー小象 役[2]
- さそりとかゑる（2019年） - 万城目直美 役
- 水平線（2024年）[11]

### オリジナルビデオ
- けっこう仮面 ロワイヤル（2006年）
- けっこう仮面 プレミアム（2006年）
- けっこう仮面 フォーエバー（2006年）

### テレビドラマ
- 特捜ロボ ジャンパーソン（1993年、テレビ朝日） - 大黒天 役
- それが答えだ! 第9話「天才が昔愛した女」（1997年、フジテレビ）クレジットでは大堀浩一
- 3番テーブルの客（1997年、フジテレビ）クレジットでは大堀浩一
- 古畑任三郎（1999年5月18日、フジテレビ系）
- 恋の神様（2000年、TBS）
- 白い影（2001年、TBS）
- 女子アナ。（2001年、フジテレビ）
- 演技者。（2002年、フジテレビ）
- ワンダフルライフ〜私の履歴ショウ（2003年、NHK）
- 英語の女(ひと)（2005年、ネットシネマ.TV）
- 佐藤四姉妹（2005年、BS-i）
  - 第17話「どうやって赤ちゃんは出来るの?」
  - 第19話「どうしてジョン・レノンとオノヨーコは結婚したの」
- 恋する日曜日 セカンドシリーズ 第26話「ハロー・グッバイ」（2005年、BS-i）
- ケータイ刑事 銭形シリーズ（BS-i） - 柴田束志 役
  - ケータイ刑事 銭形雷（2006年）
  - ケータイ刑事 銭形海（2007年）
  - ケータイ刑事 銭形命（2009年）
  - ケータイ刑事　銭形結（2010年 - 2011年）
- たったひとつの恋（2006年、日本テレビ）
- 恋する日曜日 第3シリーズ 第10話「41歳の春」（2007年、BS-i） - 今井 役
- 先生道 第7話「先生は眠れない」（2007-2008年、BS-i）
- 去年ルノアールで 第8話「「ルノアールでまだ食ってる途中でしょうが!」〜黒板五郎（テレビドラマ『北の国から』）」（2007年、テレビ東京） - 社員B 役
- 感染爆発〜パンデミック・フルー（2008年、NHK） - 官僚 役
- 東京少女山下リオ 第3話「さよならスケッチ」（2008年、BS-i） - 次郎 役
- 東京少女大政絢 第4話「エチュード "秘密"」（2008年、BS-i）
- ありがとう!チャンピイ〜日本初の盲導犬誕生物語〜（2008年、フジテレビ）
- Tomorrow〜陽はまたのぼる〜 第10話「死ぬな! 病院…!! ―救う絆、そして闘う絆」（2008年、TBS） - 三崎和彦 役
- ゴンゾウ 伝説の刑事 第7話「3年前の真実」（2008年、テレビ朝日）
- 東京少女真野恵里菜 第4話「やさしい拳」（2009年、BS-i） - 脚本兼任
- 仮面ライダーディケイド（2009年、テレビ朝日） - レストランの巻ヒゲの従業員 役 / 小夜真一郎 役
- 怨み屋本舗 REBOOT（2009年、テレビ東京） - 樋渡健一郎 役
- 傍聴マニア09〜裁判長!ここは懲役4年でどうすか〜（2009年、読売テレビ） - 小倉栄次 役
- 5年後のラブレター（2010年、BeeTV）
- 逃亡弁護士（2010年、フジテレビ）
- 雲の上の虚構船（2011年、日本テレビ）
- 示談交渉人 ゴタ消し（2011年、読売テレビ） - 居酒屋の客 役
- 全開ガール（2011年、フジテレビ）
- 弁護士・森江春策の事件3（2011年、テレビ朝日） - 高梨裁判長 役
- デカ 黒川鈴木（2012年、読売テレビ） - 井上孝 役
- 京都南署鑑識ファイル7（2012年、テレビ朝日） - 矢部和樹 役
- 多摩南署たたき上げ刑事・近松丙吉10（2012年） - 柴田鑑識官 役
- ぶっせん（2013年、TBS） - 丸慶 役
- 太鼓持ちの達人〜正しい××のほめ方〜（2015年、テレビ東京） - 長井壮一郎 役
- 南くんの恋人〜my little lover（2015年、フジテレビ） - 堀切譲二 役
- 民王（2015年、テレビ朝日） - 面接官 役
- 新★乾杯戦士アフターV（2015年11月、テレビ埼玉 ほか） - 臨時イエロー 役
- 真田丸（2016年、NHK） - 鳥居元忠 役
- 黒い十人の女（2016年、読売テレビ） - 林 役
- 科捜研の女 第16シリーズ（2016年11月17日、テレビ朝日） - ホームレス・岡村 役
- 人形佐七捕物帳 第8話（2017年1月10日、BSジャパン） - 喜兵衛 役
- 下北沢ダイハード 第2話・ 第7話（2017年7月29日・9月2日、テレビ東京） - 刑事 役
- 快盗戦隊ルパンレンジャーVS警察戦隊パトレンジャー #36（2018年10月14日、テレビ朝日） - ペッカー・ツェッペリン 役[12]
- 月曜名作劇場 「浅見光彦シリーズ4」（2018年、TBS） - 谷村刑事 役
- 家政夫のミタゾノ 第3話（2019年5月3日、テレビ朝日） - 落合康介 役
- ストロベリーナイト・サーガ #5（2019年5月9日） - 佐藤武彦 役
- びしょ濡れ探偵 水野羽衣（2019年7月4日 - 9月19日、テレビ東京） - 水野進吾 役
- 日曜プライム 「警視庁・捜査一課長 SP7」（2019年） - 鮫島久生 役
- おしい刑事 第2シリーズ（2021年） - 桑野茂 役
- 漂着者（2021年） - 宇田川京一弁護士 役
- 昭和歌謡ミュージカル また逢う日まで（2022年4月30日、NHK BSプレミアム・BS4K）[13]
- 未来への10カウント 第8話（2022年6月2日、テレビ朝日） - 大須賀礼一 役
- 特捜9 season6 第6話（2023年5月10日、テレビ朝日） - 今井信彦 役
- シッコウ!!〜犬と私と執行官〜 第3話（2023年7月18日、テレビ朝日） - 中山壱郎 役

### テレビ
- 宝島の地図よっ!『愛のフォークソング』（2003年、BSフジ）
- シャキーン!「かんじない歌」（2015年 - 、NHK Eテレ） - トバシカンジ 役
- 演劇人は、夜な夜な、下北の街で呑み明かす…（2016年4月28日、BSスカパー）

### CM
- 日本コカ・コーラ「ファンタ」 - DJ先生 役
- ダイハツ工業「企業　できる娘」篇（ハイゼットキャディー） - 花屋の父親 役